# Jean-Louis Brian
Jean-Louis Brian fue un escultor francés del siglo XIX, nacido en Aviñón (Vaucluse) en 1805 y fallecido en París en 1864.

## Biografía
Jean-Louis nació en 1805 en Aviñón donde su padre era barbero. Fue el hermano de Joseph Brian.
Alumno de David d'Angers, obtiene, junto con François Jouffroy, el Primer Gran Premio de Roma de escultura , con una estatua titulada Capaneo frente a los muros de Tebas.

## Obras

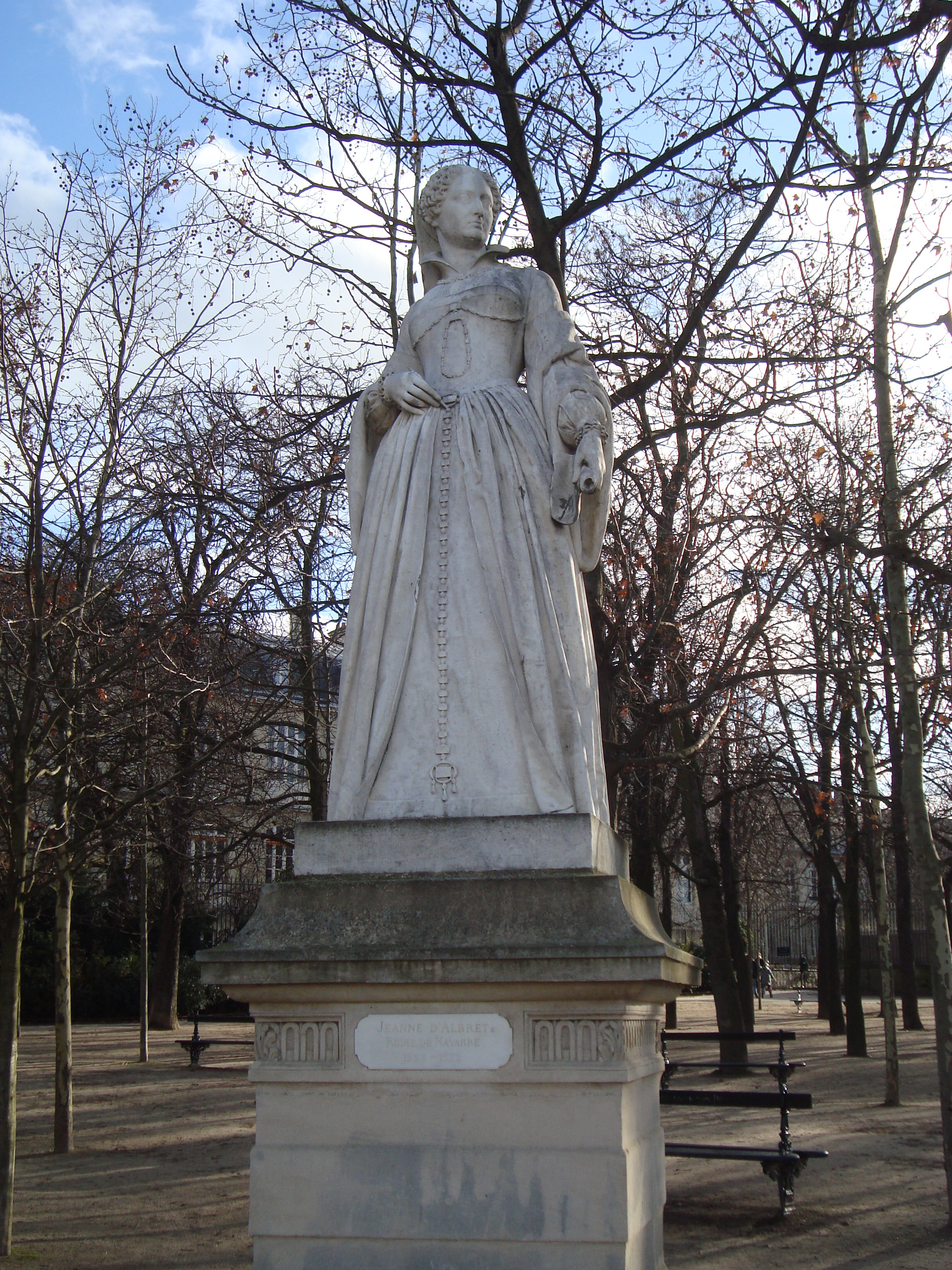
Estatua de Juana de Albret de la serie Reinas de Francia y mujeres ilustres delJardín de Luxemburgo.

- Juana de Albret, estatua, piedra, de la serie de Reinas de Francia y mujeres ilustres del jardín de Luxemburgo, París
- San Marcos, estatua, piedra, París, plaza Franz-Liszt, fachada de la iglesia de San Vicente de Paul, balaustrada
- Cariátide, piedra, París, palacio del Louvre, fachada del pabellón Denon, a la altura del frontón
- Retrato de Pierre Marie Baillot, violoncelista (1772 - 1842), busto en hermès, mármol, Versailles, châteaux de Versailles et de Trianon
- Retrato de Romain Joseph Desfossés, almirante (1798 - 1864), busto, mármol, Versailles, châteaux de Versailles et de Trianon
- Retrato de Léon Strozzi, prior de Capua, general de las galeras (1515 - 1554) (1840), busto, escayola, Versailles, châteaux de Versailles et de Trianon

### Recursos bibliográficos
- Simone Hoog, (prólogo de Jean-Pierre Babelon, avec la collaboration de Roland Brossard), Musée national de Versailles. Les sculptures. I- Le musée, Réunion des musées nationaux, Paris, 1993
- Pierre Kjellberg, Le Nouveau guide des statues de Paris, La Bibliothèque des Arts, París, 1988
- Emmanuel Schwartz, Les Sculptures de l'École des Beaux-Arts de Paris. Histoire, doctrines, catalogue, École nationale supérieure des Beaux-Arts, París, 2003

- Wikimedia Commons alberga una categoría multimedia sobre Jean-Louis Brian.

- Datos: Q3166657
- Multimedia: Jean-Louis Brian / Q3166657